# Ainahou Ranch
L'Ainahou Ranch est un ranch américain situé dans le comté d'Hawaï, à Hawaï. Protégé au sein du parc national des volcans d'Hawaï, il est inscrit au Registre national des lieux historiques depuis le 8 février 1995.